# Franz Christoph von Hutten zum Stolzenberg
Pour les articles homonymes, voir Von Hutten.
Franz Christoph von Hutten zum Stolzenberg  (né le 8 mars 1706 Steinbach  en électorat de Mayence et mort le 20 avril 1770 à Bruchsal) est un cardinal allemand du XVIIIe siècle.

## Biographie
Von Hutten est chanoine à Mayence, à Combourg et à Homburg an der Wern. Il  est élu prince-évêque de Spire en 1743, avant d'avoir reçu l'ordination de prêtre.
Il achève la construction complète de la ville baroque de Bruchsal, en ajoutant la Porte de Damien, la caserne militaire (aujourd'hui siège de l'Université internationale d'Allemagne) et le Château d'eau. Comme son prédécesseur, le cardinal Damien de Schönborn-Buchheim, von Hutten s'efforce d'implémenter les réformes du Concile de Trente dans son diocèse. Le pape Clément XIII le crée cardinal lors du consistoire du 23 novembre 1761. 
Le chapitre cathédral le critique à cause de sa politique fiscale de la principauté. Ses efforts pour être élu évêque de Worms ne réussissent pas en 1763 ni en 1768, à cause des intérêts de la cour de Vienne. Il devient prévôt de Bruchsal-Odenheim en 1763 et de la collégiale Saint-Victor devant Mayence en 1766. Le cardinal von Hutten  participe au conclave de 1769 lors duquel Clément XIV est élu.

### Source
- Fiche du cardinal sur le site fiu.edu